# حسام أمعنان
حسام أمعنان، ولد في 12 مايو 1994 في وجدة، هو لاعب كرة قدم مغربي.

## روابط خارجية
- حسام أمعنان على موقع قاعدة بيانات كرة القدم.إي يو (الإنجليزية)